# Corticaria serrata
Corticaria serrata é uma espécie de insetos coleópteros polífagos pertencente à família Latridiidae.
A autoridade científica da espécie é Paykull, tendo sido descrita no ano de 1798.
Trata-se de uma espécie presente no território português.